# Dubăsarská přehrada
Dubăsarská přehrada (rumunsky Rezervuarul Dubăsari) je přehradní nádrž na území Moldavska, která se nachází mezi městy Camenca a Dubăsari. Západní břeh je kontrolován moldavskou vládou, zatímco na východním břehu se rozkládá separatistické Podněstří. Má rozlohu 68 km². Je 125 km dlouhá a maximálně 1,5 km široká. Průměrná hloubka je 7,2 m a maximální hloubka je 19 m. Má objem 0,49 km³.

## Vodní režim
Přehradní nádrž na řece Dněstru za hrází Dubăsarské vodní elektrárny byla naplněna v letech 1954-55. Břehy jsou vysoké a srázné. Úroveň hladiny kolísá v rozsahu 3,8 m.

## Využití
Reguluje denní a týdenní kolísání průtoku. Zlepšuje podmínky pro vodní dopravu na Dněstru a také vytvořila nové možnosti pro zavlažování. Na pobřeží leží města Rîbnița a Rezina.